# Vi bygger landet
"Vi bygger landet" är en av den svenska arbetarrörelsens klassiska kampsånger. Melodin är skriven av Samuel Pokrass och kommer ursprungligen från en rödgardistisk marsch från det ryska inbördeskriget (1917–1922), med namnet "Vita armén, Svarta baronen" (ryska: Белая армия, чёрный барон, Belaja armija, tjornyj baron), där Svarta baronen syftar på Vita arméns general Pjotr Wrangel (1878–1928).  
Den svenska, mycket fredligare texten av Karl Fredriksson (1895–1963) kom till Sverige via Norge under 1930-talet. Den norska texten skrevs av Arne Paasche Aasen (1901–1978) baserad på den österrikiska versionen av sången från en socialdemokratisk valfilm, "Historien om nr 17", där melodin användes till sången "Wir sind die Arbeiter von Wien" (1934).
"Vi bygger landet" spelades vid den mördade statsministern Olof Palmes begravning 1986, i stället för "Internationalen" som kanske var mer förväntad.